# Pedro Gómez Vila
Pedro Raúl Gómez Vila (nacido el 25 de mayo de 1949 en San Agustín, Buenos Aires, Argentina - fallecido el 25 de mayo de 2006 en Palma de Mallorca, España) fue un ex-futbolista argentino. Jugaba de delantero y su primer club fue Aldosivi.

## Biografía
Su padre José Gómez era un inmigrante español y su madre Teresa del Carmen Vila era hija de inmigrantes gallegos y valencianos. Pedro era el segundo de los dos hijos del matrimonio. Durante su juventud se trasladó a Mar del Plata donde comenzó su carrera como jugador de fútbol amateur. 

## Carrera
Comenzó su carrera jugando para el Atlético Mar del Plata en la Liga Marplatense. En 1970, además, fue parte del Campeonato Argentino Interligas de Fútbol. Jugó en Kimberley el Nacional 1971. En 1972 se traslada a España para formar parte de las filas del Zaragoza, equipo en el cual juega hasta 1973. En 1974 se va al San Lorenzo de Mar del Plata para jugar el Nacional. En 1976 se traslada a Banfield, equipo en el cual se mantuvo hasta el año 1977. En 1978 se marcha a Ecuador para formar parte de las filas del CD CuencaEn 1983 regresó a su país natal, donde viste los colores Los Andes con el cual asciende a la Primera División de la Liga Marplatense de Fútbol ese mismo año.
Se retiró del fútbol en 1984 vistiendo los colores del club Atlético San Agustín(CASA) en el torneo de la Liga Balcarceña de Fútbol.
| Club                         | País      | Año       |
| ---------------------------- | --------- | --------- |
| Kimberley                    | Argentina | 1971-1971 |
| Zaragoza                     | España    | 1972-1973 |
| Osasuna                      | España    | 1973-1974 |
| San Lorenzo de Mar del Plata | Argentina | 1974-1975 |
| Aldosivi                     | Argentina | 1975-1976 |
| Banfield                     | Argentina | 1976-1977 |
| CD Cuenca                    | Ecuador   | 1978      |
| Los Andes                    | Argentina | 1983      |